# الغزو الروسي لآسيا الوسطى
حصل الفتح الروسي لآسيا الوسطى في النصف الثاني من القرن التاسع عشر. تنقسم الأرض التي عُرفت باسم تركستان الروسية ثم أصبحت آسيا الوسطى السوفيتية فيما بعد بين كازاخستان في الشمال، وأوزبكستان في الوسط، وقيرغيزستان في الشرق، وطاجيكستان في الجنوب الشرقي، وتركمانستان في الجنوب الغربي. سميت المنطقة بتركستان لأن معظم سكانها يتحدثون اللغات الأتراكية باستثناء طاجيكستان التي تتحدث اللغة الإيرانية.

## ملخص
ازدادت سيطرة الإمبراطورية الروسية على سباسب كازخستان في القرن الثامن عشر، لكنها فشلت في احتلال خانات خيوة جنوبي بحر آرال في عام 1839. بنت الإمبراطورية بين عامي 1847 و1853 صفًا من الحصون على الجانب الشمالي لبحر آرال باتجاه الشرق حتى نهر سيحون. عبرت الإمبراطورية الروسية بين عامي 1847 و1864 سباسب كازخستان الشرقية وبنت صفًا آخرًا من الحصون على طول الحدود الشمالية لقيرغيزستان. ثم انتقلت جنوبًا من قيرغيزستان بين عامي 1864 و1868 واستولت على طشقند وسمرقند وسيطرت على خانات خوقند وبخارى. وبهذا فرضت الإمبراطورية الروسية سيطرتها على مثلث جغرافي يبعد رأسه الجنوبي 1600 كيلومترًا (990 ميل) جنوب سيبيريا و1920 كيلومترًا (1190 ميل) جنوب شرق قواعد الإمداد الخاصة بهم على نهر فولغا. كانت خطوة الإمبراطورية التالية آنذاك تحويل هذا المثلث إلى مستطيل من خلال عبور بحر قزوين، إذ احتلت خيوة في عام 1873، واستولت على غرب تركمانستان في عام 1881، ثم سيطرت على واحات مرو الشاهجان وتركمانستان الشرقية في عام 1884. منع البريطانيون الإمبراطورية من التوسع جنوبًا باتجاه أفغانستان في عام 1885. احتلت الإمبراطورية الروسية جبال بامير المرتفعة في الجنوب الشرقي بين عامي 1893 و1895.

## اللعبة الكبرى

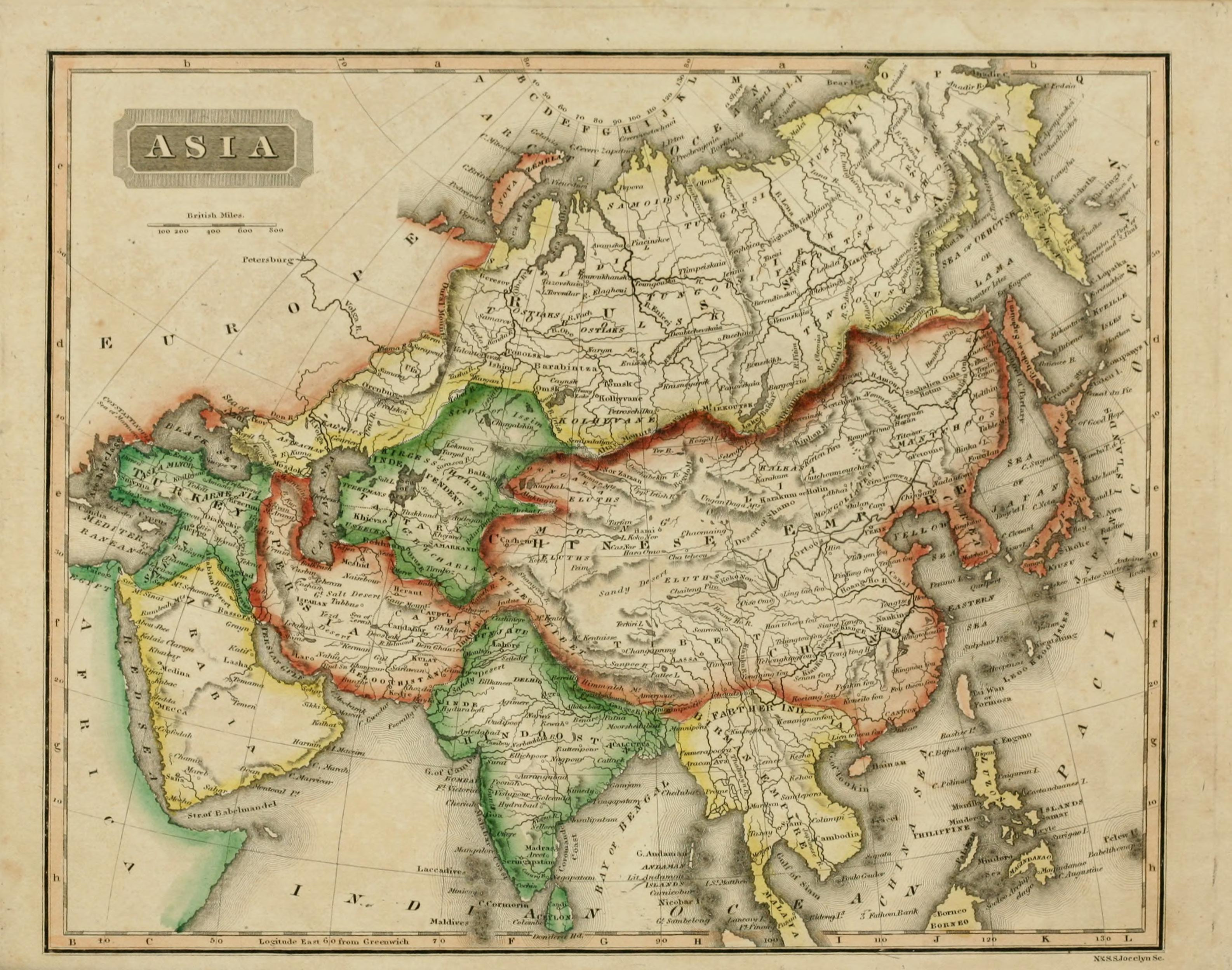
الأطلس العالمي الجديد للعالم، آسيا، 1825

يشير مصطلح «اللعبة الكبرى» إلى المحاولات البريطانية لمنع التوسع الروسي جنوب شرق الهند. لم يفعل البريطانيون أي شيء جاد لمنع الغزو الروسي لتركستان -باستثناء حدث استثنائي وحيد- على الرغم من وجود الكثير من الحديث حول غزو روسي محتمل للهند وحول اختراق عدد من العملاء والمغامرين البريطانيين لآسيا الوسطى. أبدى العملاء الروس ردات فعل قوية كلما اقتربوا من أفغانستان، إذ اعتبروا أفغانستان دويلة حاجزة ضرورية للدفاع عن الهند.
بدا أن الغزو الروسي للهند غير وارد، ولكن فكر عدد من الكتاب البريطانيين في كيفية فعل ذلك. كان يُعتقد أنه من الممكن الوصول إلى خيوة والإبحار عبر نهر جيحون باتجاه أفغانستان، وذلك عندما لم يكن معروفًا عن جغرافيا المنطقة إلا القليل. تتمثل الطريقة الأكثر واقعية في كسب الدعم الفارسي والعبور شمال بلاد فارس (إيران حاليًا)، وإغراق جيوشهم بعروض نهب وغزو الهند بمجرد وصولهم إلى أفغانستان. من الممكن أيضًا غزو الهند وإثارة تمردًا محليًا كحل بديل. قد لا يكون الهدف من غزو الهند الغزو بحذ ذاته بل الضغط على البريطانيين في الوقت الذي تقوم فيه روسيا بعمل أكثر أهمية مثل الاستيلاء على القسطنطينية.
انتشرت تسريبات عن غزو فرنسي روسي مشترك للهند في عام 1801. نشط كل من العملاء البريطانيين والفرنسيين في بلاد فارس خلال الحرب الروسية الفارسية (بين عامي 1804 و1813)، واختلفت أهدافهم اعتمادًا على القوة المتحالفة مع روسيا في ذلك الوقت. عبر تشارلز كريستي وهنري بوتينغر غرب أفغانستان وشرق بلاد فارس في عام 1810، وقُتل كريستي في عام 1812 خلال دعمه للفرس في معركة أسلاندوز. وصل مورافيف إلى خيوة في عام 1819، ثم وصلت بعثة روسية إلى بخارى في عام 1820. وصل وليام موركروفت إلى بخارى في عام 1825. حاول آرثر كونولي الوصول إلى خيوة من بلاد فارس في عام 1830، ولكن أرجعه قطاع الطرق ليستمر في طريقه نحو هراة والهند البريطانية. وصل ألكسندر بيرنز إلى بخارى في عام 1832.
اشتدت وتيرة الأحداث بين عامي 1837 و1842 بشكل خاص. فشل جيمس أبوت بعد ذهابه إلى خيوة في مفاوضاته حول إطلاق سراح العبيد الروس المحتجزين هناك والتي هدف من خلالها إلى التخلص من ذريعة الغزو، بالتزامن مع وقت هجوم بيروفسكي الفاشل على خيوة في عام 1839. لحق ريتشموند شكسبير به في العام التالي، ونجح في إتمام المفاوضات، وقاد 416 شخصًا من العبيد الروس إلى بحر قزوين. وصل جان بروسبر ويتكيويكس إلى كابول في عام 1837، وحاصرت بلاد فارس هراة في عام 1838، مع دعم العملاء بريطانيين والروس لكلا الجانبين. أنهت بريطانيا الحصار باحتلال إحدى الجزر الفارسية. سافر تشارلز ستودارت إلى بخارى واعتُقل فيها في عام 1838، ثم ذهب آرثر كونولي بهدف تأمين الإفراج عنه في عام 1841، ليُعدم كلًا منهما في عام 1842. غزت بريطانيا أفغانستان ثم طُردت منها لتعيد بريطانيا غزوها قبل الانسحاب منها نهائيًا خلال الحرب الإنجليزية الأفغانية الأولى (1839- 1842).
استولى البريطانيون على السند في عام 1843 وعلى البنجاب في عام 1849، ليكسبوا بذلك نهر إندوس والحدود مع أفغانستان. وقعت حرب القرم بين عامي 1853 و1856. أدى هجوم فارسي ثانٍ على هراة إلى نشوب الحرب الإنجليزية الفارسية منذ عام 1856 وحتى عام 1857، وهي السنة التي حدثت فيها ثورة الهند. بنى الروس حصونهم شرقي بحر آرال قبل ذلك الوقت بقليل (1847- 1853). لم يرد البريطانيون على الغزو الروسي على طشقند (1865) وسمرقند (1868) على الإطلاق.
انتقل فريدريك غوستافوس برناباي في عام 1875 برًا من أورينبوغ إلى خيوة بعد غزوها، وهو حدث كان مهمًا فقط بسبب كتابه الذي قُرئ على نطاق واسع. أثارت دسائس كوفمان في كابول الحرب الإنجليزية الأفغانية الثانية (1878- 1880). لم يُعرف أبدًا ما الذي كان يفعله العقيد تشارلز ستيوارت على الجانب الجنوبي من الجبل خلال معركة جيوك تبه الثانية.
أُنشِئ خط من الممرات المقابلة لطريق قراقرم السريع على الجانب الصيني من الجبال طريق حج وتجارة يصل بين حوض تاريم والهند. لم يكن من الواضح آنذاك إن كان بإمكان الجيش استعمال هذا الطريق أم لا. نشط كل من العملاء الروس والبريطانيين في بلاط محمد يعقوب بيك خلال فترة حكمه، ورسم عدد من الهنود الذين يخدمون في القوات البريطانية خريطة للمنطقة المحيطة بجبال بامير. دفع التوسع الروسي في هذه الجبال البريطانيين إلى التحرك شمالًا والسيطرة على أماكن مثل هنزه وشيترال.
انتهى استعمال مُصطلح اللعبة الكبرى بترسيم الحدود الشمالية الأفغانية في عامي 1886 (لجنة ترسيم الحدود الأفغانية) و1893 (ممر واخان) وبنشوء الحلف الأنجلو الروسي في عام 1907.